# کریس داتری
کریستوفر آدام "کریس" داتری(به انگلیسی: Christopher Adam "Chris" Daughtry) (متولد ۲۶ دسامبر ۱۹۷۹) نوازنده و موسیقیدان آمریکایی و خواننده گروه راک داتری و به عنوان شرکت‌کننده فصل چهارم امریکن آیدل شناخته شده‌است وی پس از حذف در مه ۲۰۰۶ در سری مسابقات امرین آیدل یک قرارداد با شرکت آرسی‌ای رکوردز بسته و گروه خود را با نام داتری تشکیل می‌دهد. و هم‌اکنون فروش بیش از یک میلیون البوم در کارنامه خود دارد.
تک آهنگ home محبوب‌ترین کار اوست .